# 大罪
大罪（だいざい、ラテン語: peccatum mortale、英: mortal sin）とは、カトリック教会における罪の区分の一つで、大きなことがらについて、それが神の御心に反する悪いことであると知りつつ、それを望み、行うこと。ラテン語での元の意味は「死に至る罪」で、これはこの世の死を意味するものではなく、神の恵みの状態を失うことによって地獄という永遠の死を招くという意味である。

## 概説
カトリック教会では伝統的に小罪（しょうざい、羅: peccatum veniale、英: venial sin）と大罪という罪の区分をしてきた。これは新約聖書のヨハネの手紙一5章16-17節に書かれている「死に至らない罪」と「死に至る罪」を根拠としている。罪が大罪となるには、「重大なことがらについて」「しかも、はっきり意識して」「意図的に行われた」という三つの条件がそろわなければならない。
『カトリック教会のカテキズム』によると、「重大なことがら」とは、「殺すな、姦淫するな、盗むな、偽証するな、奪い取るな、父母を敬え（マルコによる福音書10章19節）」など十戒に明示されているものである。大罪にも軽重があって、たとえば殺人は盗みよりも重く、肉親に対する暴力は他人に対する暴力よりも重くなるとしている。また、大罪になるためには、行おうとしていることが罪であり神のおきてに反するということをあらかじめ知っていて、かつ熟慮の末に本人自身が認識したうえで行われたものであるということも前提となる。しかし、「無知を装い心をかたくなにして行われたものは、その人の罪はますます重いものになる」として、偽装された無知は大罪の成立阻害にはあたらないとしている。
さらに小罪についても、『カトリック教会のカテキズム』では「意図的に小罪を犯し、悔い改めないままでいると、徐々に大罪を犯す傾向へと流されていきます。」と説明している。
大罪は、人間の自由意思によって選び取ることが可能なものであり、それによって愛を喪失させ、恵みの状態を失わせてしまう。そのため、悔い改めと神のゆるしによって取り除かれない限り、地獄という永遠の死を招くことになる、と教えている。通常の方法では、大罪は洗礼の秘跡またはゆるしの秘跡によってゆるされる。大罪を犯したことを意識しているカトリック信者は、聖体拝領の前に罪を告白してゆるしの秘跡を受けなければならないとされている。

## 具体例
『カトリック教会のカテキズム』などの教理書では、様々な罪について説明しており、大罪の具体例が多数示されている。

### カトリック教会のカテキズム
『カトリック教会のカテキズム』の日本語版（2002年出版）では、第3編第2部「神の十戒」の部で十戒に沿って様々な罪について説明しているが、その中で「大罪」や「重大な罪」という表現が複数使われている。

#### 「大罪」と書かれている例
- 聖体に対する涜聖[12]（聖体を不当に扱う）
- 冒涜（神に対する憎しみや非難、挑発、神のみ名を濫用することなど）[13]
- 主日の義務[14]を故意に守らないこと[15]
- 妊娠中絶に直接協力すること[16]
- 他人を意図的に大罪に巻き込むようなつまづき[17]
- 飲酒運転やスピードに酔いしれることによって、他人や自分の安全を危険にさらすこと[18]
- （治癒的処方以外の）麻薬使用[19]
- 怒りのあまり隣人を殺したり重傷を負わせたりすること[20]
- 意図的な憎しみにより、熟考の上で隣人に大きな危害を加えたいと望むこと[21]
- ポルノ[22]
- 売（買）春[23]
- 重大な悪徳もしくは罪に加担するような場合のへつらい[24]
- ねたみによって他人の上に大きな不幸を望むこと[25]

#### 「重大な罪」と書かれている例
- まじない、妖術[26]
- 偽りの誓い、誓約違反[27]
- 殺人[28]（安楽死も殺人行為にあたるとしている[29]）
- 私通[30]（結婚していない男女の性交）
- 強姦[31]
- 離婚[32]
- 姦通、一夫多妻、同棲[33]
- 不当な賭けごと、いかさま賭博[34]（ただし、与えた損害が些少で、損害を受けた者もそれを重視しているとは考えられない場合を除く）
- 偽証[35]

しかし、これらのほとんどは、ラテン語規範版では、小罪と区別して「死に至る罪」を意味する"peccatum mortale" ではなく"peccatum est grave","culpam constituit gravem"（英語版では"grave sin","grave offense","grave matter"＝「重大な罪」「重大なつまずき」「重大なことがら」）などの言葉で表現されている。前述の通り、これらのことが罪であり神の掟に反するということを予め知っていて、かつ熟慮の末に本人自身が認識した上で行われたものであるときに「大罪（死に至る罪）」となる。
ただし、これらの罪の中でも怒りとねたみによる罪についての2箇所は、『カトリック教会のカテキズム』のラテン語規範版でも"peccatum mortale"（死に至る罪）と書かれている。 また、嘘はそれ自体は小罪だが、「正義や愛の徳を甚だしく損なう場合には大罪になります。」としており、この箇所も"mortale" の語が使われている。

### 公教要理
この他、『公教要理』（1952年初版）や『聖ピオ十世公教要理詳解』（日本語版、1974年出版）には、以下の具体例も大罪であると書かれている。
- 主日に已む得ない事情なしに重い労働をすること（『公教要理詳解』[37]）
- 告解で故意に大罪を隠すこと（『公教要理』[38]）
- 大罪があると知りながら、聖体拝領をすること（『公教要理』[39]）
- 子供への洗礼の秘跡を授けさせないこと、故意に遅らせること（『公教要理詳解』[40]）
- 教会で結婚の秘跡に与らずに夫婦行為をすること（『公教要理』[41]、『公教要理詳解』[42]）

### カトリック小事典
1986年初版発行の『カトリック小事典』（ジョン・ハードン編）には、以下の具体例も大罪であると書かれている。
- 自慰[43]
- 父母を殴ること[44]
- 他人の名声を失わせるために嘘をつくこと[44]

なお、"mortal sin" と"grave sin" の違いについて、『カトリック小事典』では「"mortal","deadly"（死に至らせる）罪という場合、罪人の受ける結果に焦点をおく。すなわち、神との友好状態を失うことである。"grave","serious"（重）罪という場合、重大な事柄について神に背くという点が強調される。しかし、教会は、上に述べた用語が別種の罪を指すものとして、決して区別して用いない」と説明する。